# Cruz Vieja (Jerez de la Frontera)

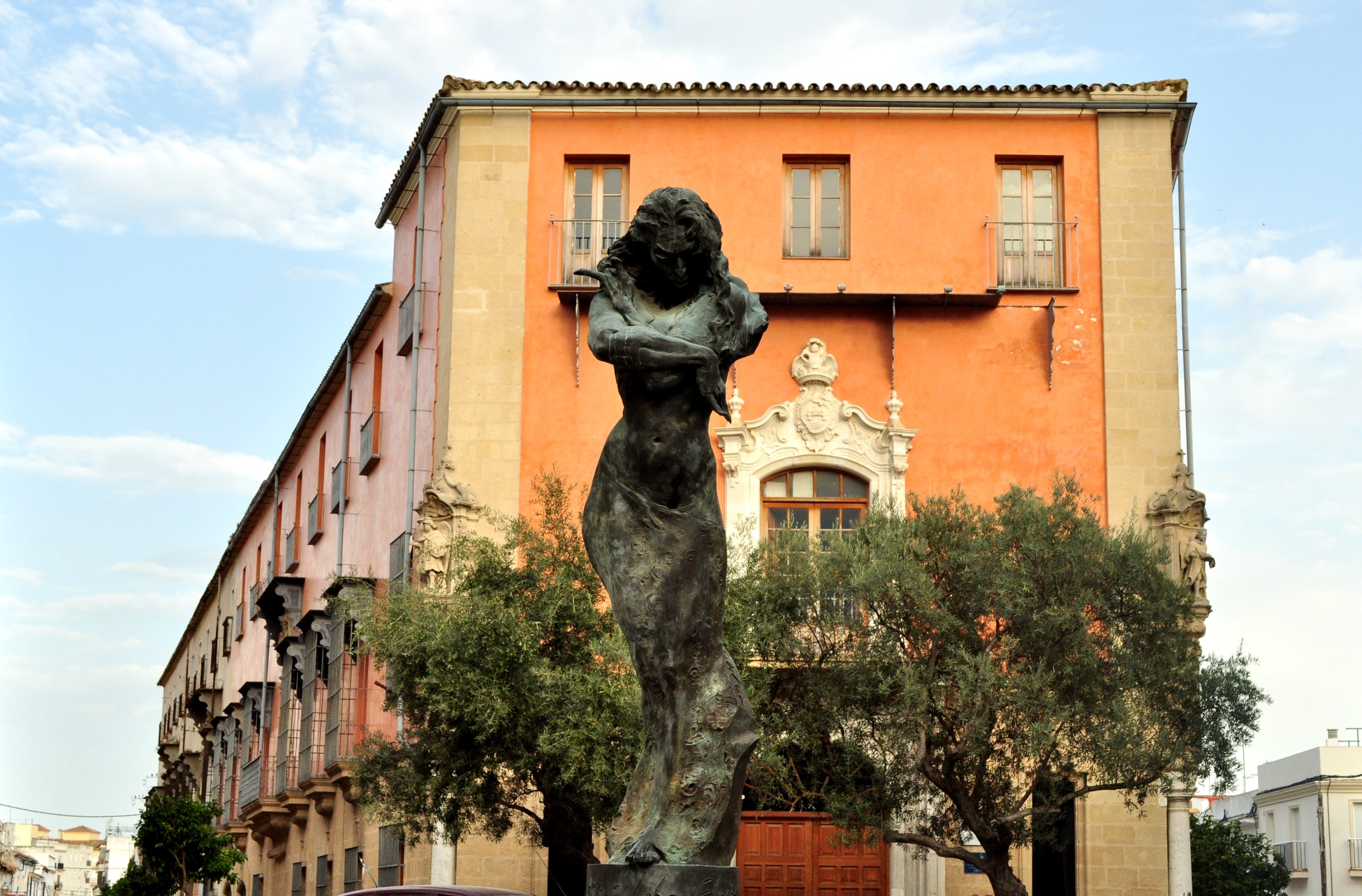
Palacio de Villapanés y monumento a Lola Flores, en la Cruz Vieja

La plaza de la Cruz Vieja, también conocida simplemente como Cruz Vieja, es una plaza del centro histórico de Jerez de la Frontera (Andalucía, España).
Su ubicación es extramuros, en el antiguo barrio de San Miguel, y pese a su forma, pequeña y triangular, es popular y bulliciosa. Corazón del barrio, es conocida como el “cruce de caminos entre el Jerez histórico y el gitano”.
Su nombre se debe a la existencia en esta plaza de una cruz previa incluso al asentamiento en el arrabal de San Miguel.

## Descripción
Destaca, de forma monumental, el Palacio de Villapanés, cuya fachada de la casa chica preside la panorámica de la plaza.
En 2003 se reformó la plaza, ubicando un monumento a Lola Flores en el centro y dos olivos en la fachada, pese a las polémicas surgidas por la afectada visibilidad del palacio.
Resumen del crisol que caracteriza el barrio, se mezclan los locales tradicionales y humildes, como el bar Maypa, desde 1960 y la Peña Colchonera, junto a ejemplos monumentales de la arquitectura civil del siglo XVII, como por ejemplo Los números 13, 15 y 17 de la plaza, atribuibles al arquitecto Martín Calafate, siendo la casa n.º 17, construida en 1646, residencia de Francisco Ponce de León.